# Flemming Bjerre
Flemming Bjerre (født 1969) er en dansk mellemdistanceløber, som løber for AGF-Atletik. Han arbejder som skolelærer i matematik og fysik på Risskov Skole.

## Personlige Rekorder
- 1500meter 3.47,77 (2000)
- 3000meter 7.57.21 (2000)
- 5000meter 13.54.21 (2004)
- 10.000meter 29.18.92 (2000)

## Resultater
- Dansk Mester 2005 og 2006 på 5000m
- Deltager ved EM i Cross
- Guld ved veteran EM 2004 både på 1500m, 5000m og 10.000m i aldersgruppen 35-39